# Protemnodon
I wallaby giganti (gen. Protemnodon) sono dei mammiferi marsupiali estinti, vissuti nel Pleistocene in Australia e Nuova Guinea, strettamente imparentati con gli odierni wallaby.

## Per tutta l'Australia
Questi grandi marsupiali erano un tempo diffusi in tutta l'Australia, compresa la Nuova Guinea, e in particolare erano molto comuni nella parte orientale del continente. Alcune specie del genere Protemnodon non erano dei veri giganti, ma altre, come Protemnodon anak, raggiungevano e superavano la taglia dei canguri attuali. Resti di questi wallaby giganti sono stati ritrovati in depositi databili a 38.000 anni fa; dopo questa data, nessun resto di protemnodonte è noto.